# Computer Applications and Quantitative Methods in Archaeology
Computer Applications and Quantitative Methods in Archeology (CAA) to globalna organizacja zrzeszająca archeologów, matematyków i informatyków. Jego celem jest zachęcanie do współpracy między tymi dyscyplinami, zapewnienie przeglądu obecnej pracy w tej dziedzinie oraz stymulowanie dyskusji i przyszłych postępów. CAA International organizuje coroczne spotkania swoich członków od lat 70. Od końca lat dziewięćdziesiątych CAA stało dużą społecznością z całego świata, liczącą w 2022 roku już ponad 1000 uczonych. Jej członkowie utworzyli kilkanaście krajowych oddziałów CAA oraz specjalne grupy zainteresowań. CAA International publikuje coroczne sprawozdania oraz Journal of Computer Applications in Archeology (JCAA).

## Historia CAA International
Computer Applications and Quantitative Methods in Archeology (CAA) została utworzona w latach 70. przez niewielką grupę archeologów i matematyków zainteresowanych aplikacjami komputerowymi i pracujących w Wielkiej Brytanii. Pierwsza konferencja została zorganizowana w 1973 w Birmingham w Anglii. W 1992 roku odbyła się pierwsza konferencja CAA poza Wielką Brytanią. Stopniowo CAA rozrosła się w dużej społeczności międzynarodowej. W 2006 roku konferencja CAA International po raz pierwszy odbyła się poza Europą.

## CAA w Polsce
Polski oddział konferencji CAA International powstał  16 stycznia 2013 roku. Od tego czasu zorganizował osiem konferencji krajowych poświęconych metodom cyfrowym w archeologii i humanistyce. W 2019 roku konferencja CAA International odbyła się w Krakowie.

## Poprzednie konferencje
- 2022: '50 years of synergy', Amsterdam, Holandia[9]
- 2022: 'iNside Formation', Oksford, Wielka Brytania[10]
- 2021: ‘Digital Crossroads’, Virtual Conference from Limassol, Cyprus
- 2020: Oxford, UK (Przełożona na rok 2022)
- 2019: ‘Check Object Integrity’, Kraków, Polska
- 2018: ‘Human History and Digital Future’, Tübingen, Germany
- 2017: ‘Digital Archaeologies, Material Worlds (Past and Present)’, Atlanta, Georgia, USA
- 2016: ‘Exploring Oceans of Data’, Oslo, Norway
- 2015: ‘Keep the Revolution Going’, Siena, Italy